# Márkó Filipovity
Márkó Filipovity (Kaposvár, 30 de julho de 1996) é um basquetebolista húngaro. Com 2,01 metros de altura, ele desempenha a posição de Ala-pivô. Atualmente defende as cores do Flamengo e a Seleção Húngara de Basquete.

## Títulos
Alba Fehérvár
- Campeonato Hungaro: 2016-17
- Copa da Hungria: 2017